# Kleine Kirche (Karlsruhe)

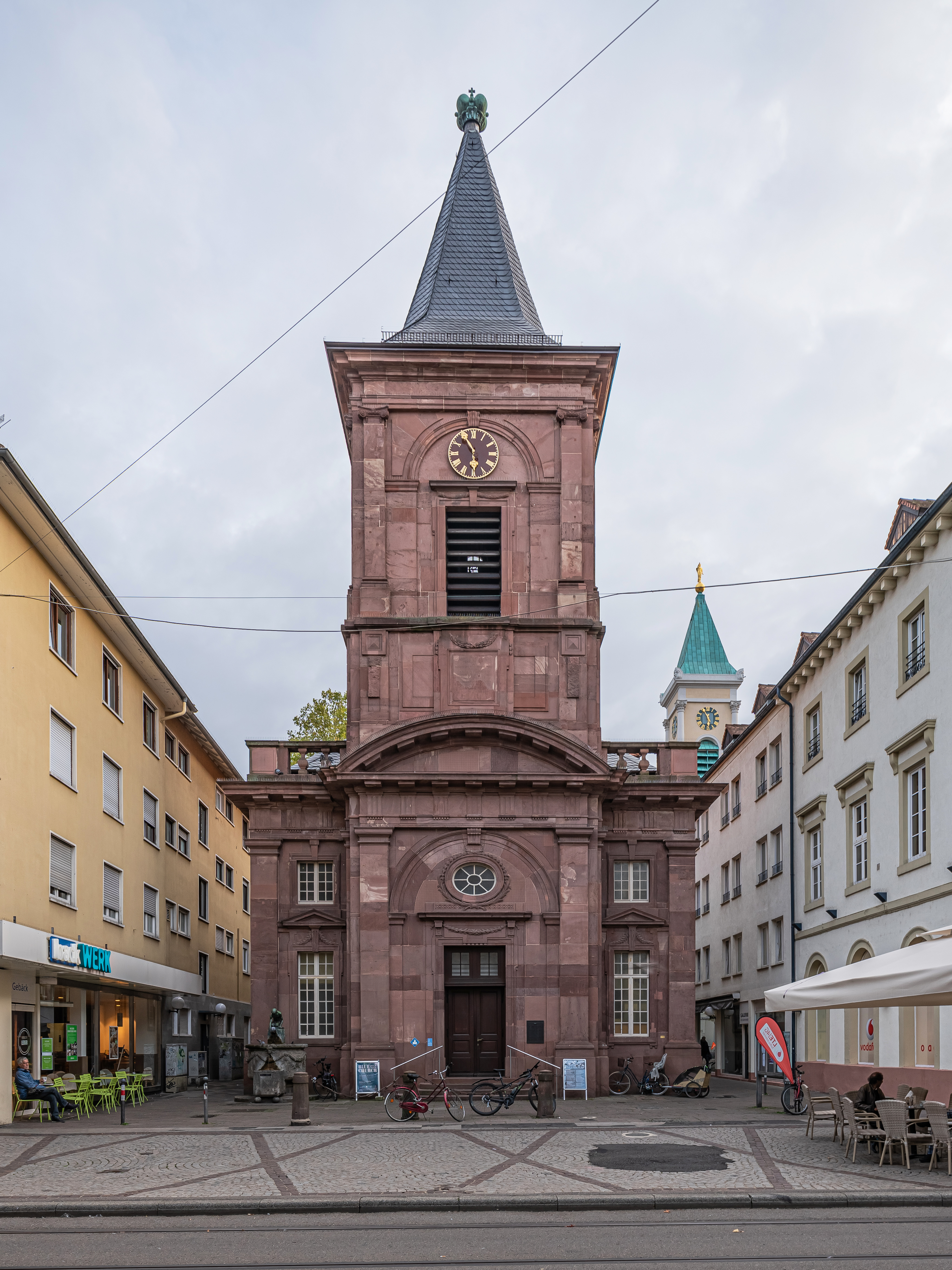
Die Kleine Kirche

Die Kleine Kirche ist eines der ältesten Kirchengebäude in der Stadt Karlsruhe. Sie steht an der Karlsruher Hauptgeschäftsstraße Kaiserstraße in der Nähe des Marktplatzes (Kaiserstraße 131). Vom Karlsruher Schloss führt die Kreuzstraße, eine der neun Straßen des fächerförmigen Stadtgrundrisses, auf die Hauptfassade der Kleinen Kirche zu.

## Geschichte
Die Kleine Kirche wurde an der Stelle einer zwischen 1719 und 1721 für die reformierte Gemeinde erbauten, jedoch bald baufällig gewordenen Holzkirche von 1773 bis 1776 von Wilhelm Jeremias Müller errichtet.
Das Geläut erhielt die Kirche im Jahr 1807. Mit dem Zusammenschluss der reformierten und der lutherischen Gemeinde ging die Kirche an die neue evangelische Gemeinde über.
Nach Zerstörungen im Zweiten Weltkrieg im September 1944 wurde sie von 1946 bis 1949 im Wesentlichen originalgetreu wiederhergestellt.
Eine neue Orgel von Steinmeyer mit zwei Manualen und 20 Registern wurde 1950 eingebaut. Diese wurde wegen technischer Mängel und Baufälligkeit 2019 durch ein neues Instrument der Orgelwerkstatt Lenter ersetzt (siehe unten).
1952 erhielt die Kirche ein neues Geläut (das dritte). Darunter ist eine historische Glocke von 1767. Die neu gegossenen Glocken entstanden in der Glockengießerei Bachert. Die Glocken sind auf folgende Schlagtöne gestimmt: f′ – g′ – b′ – c″.
Die Kirche wird zu gottesdienstlichen Zwecken von der Alt- und Mittelstadtgemeinde, der evangelischen Studierendengemeinde und von zwei orthodoxen Gemeinden benutzt. Zudem dient sie als „Kirche der Stille“.

## Anlage
Die nach Süden ausgerichtete Kirche mit einem leicht vorspringenden Fassadenturm im Norden ist aus rotem Sandstein im Stil des Louis-seize erbaut. Die Spitze des Turmhelms ist mit einem Fürstenhut und Kreuz bekrönt. 
Unter dem Turm liegt ein runder Vorraum. Der Langhaussaal besitzt Wandpilaster im korinthischen Stil, Segmentbogenfenster und eine Muldendecke mit einem rechteckigen Spiegelfeld. Nach Süden wird er durch eine rundbogige Nische für den Kanzelaltar abgeschlossen. Auf einer kleinen Empore über der Kanzel steht die Orgel.

## Orgel

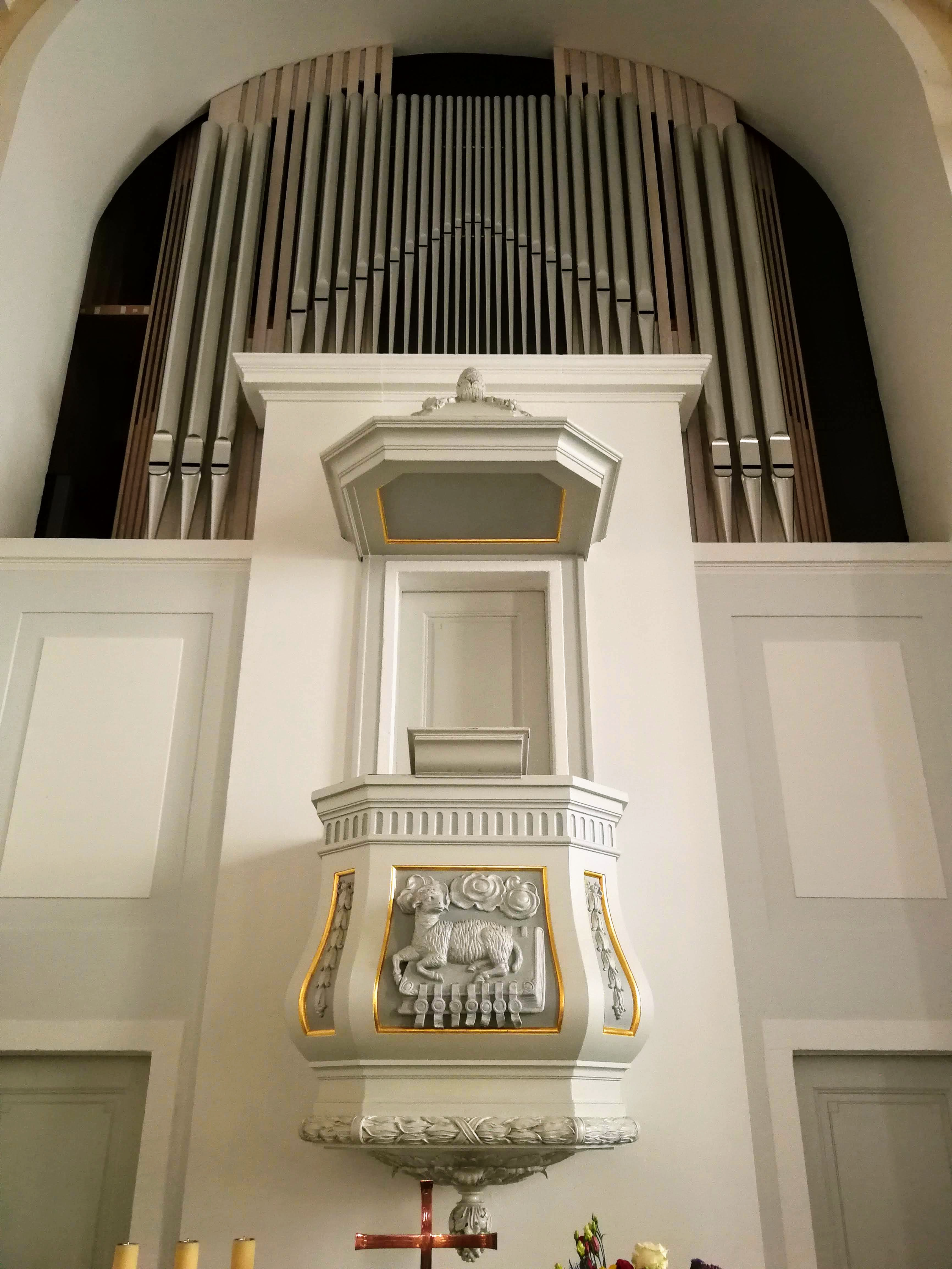
Orgel

2019 erbaute die Orgelbaufirma Lenter eine neue Orgel oberhalb der Kanzel. Der Orgelprospekt wurde von dem Architektenbüro Klinkott (Karlsruhe) entworfen. Das Instrument hat 22 Register auf zwei Manualwerken und Pedal (Kegelladen). Die Spieltrakturen sind mechanisch, die Registertrakturen sind pneumatisch.
| I Hauptwerk C–g3 |              |        |
| 1.               | Salicional 0 | 16′    |
| 2.               | Principal    | 08′    |
| 3.               | Gedeckt      | 08′    |
| 4.               | Gamba        | 08′    |
| 5.               | Dolce        | 08′    |
| 6.               | Oktav        | 04′    |
| 7.               | Quinte       | 02 ⁄3′ |
| 8.               | Octav        | 02′    |
| 9.               | Mixtur IV    |        |

| II Hinterwerk C–g3 |                 |     |
| 10.                | Harmonika       | 08′ |
| 11.                | Quintatön       | 08′ |
| 12.                | Salicional      | 08′ |
| 13.                | Gedeckt         | 08′ |
| 14.                | Traversflöte    | 04′ |
| 15.                | Klarinette      | 08′ |
| 16.                | Physharmonika 0 | 16′ |
| 17.                | Physharmonika   | 08′ |

| Pedal C–f1 |             |     |
| 18.        | Subbass     | 16′ |
| 19.        | Salicional  | 16′ |
| 20.        | Octavbass 0 | 08′ |
| 21.        | Octav       | 04′ |
| 22.        | Klarinette  | 16′ |

- Koppeln: II/I (Normalkoppel und Superoktavkoppel), I/P, II/P.
- Nebenzüge: Metaphone Physharmonika, Prolongement zu Registern, Schwelltritt für Physharmonika